# Open BLS de Limoges 2022
L'Open BLS de Limoges 2022 è stato un torneo di tennis femminile giocato sul cemento indoor. È stata la 15ª edizione del torneo, facente parte del WTA Challenger Tour 2022. Il torneo si è giocato al Palazzetto dello sport di Beaublanc di Limoges in Francia dall'11 al 17 dicembre 2022.

## Partecipanti

### Teste di serie
| Nazionalità | Giocatrice           | Ranking* | Testa di serie |
| ----------- | -------------------- | -------- | -------------- |
| Cina        | Zhang Shuai          | 24       | 1              |
|             | Aljaksandra Sasnovič | 30       | 2              |
| Francia     | Alizé Cornet         | 36       | 3              |
| Romania     | Ana Bogdan           | 48       | 4              |
| Ucraina     | Anhelina Kalinina    | 53       | 5              |
| Italia      | Lucia Bronzetti      | 58       | 6              |
| Germania    | Tatjana Maria        | 70       | 7              |
| Ucraina     | Marta Kostjuk        | 71       | 8              |
|             | Anna Blinkova        | 80       | 9              |

* Ranking al 5 dicembre 2022.

### Altre partecipanti
Le seguenti giocatrici hanno ricevuto una wild card per il tabellone principale:
- Audrey Albié
- Ana Bogdan
- Alizé Cornet
- Sofia Kenin
- Aljaksandra Sasnovič
- Zhang Shuai

Le seguenti giocatrici sono passate dalle qualificazioni:
- Jana Fett
- Ekaterina Makarova
- Marine Partaud
- Ekaterina Rejngol'd

Le seguenti giocatrici sono entrate in tabellone come lucky loser:
- Émeline Dartron
- Joanna Garland
- Jenny Lim

### Ritiri
Prima del torneo
- Cristina Bucșa → sostituita da  Anna-Lena Friedsam
- Vitalija D'jačenko → sostituita da  Carole Monnet
- Léolia Jeanjean → sostituita da  Clara Burel
- Tamara Korpatsch → sostituita da  Joanne Züger
- Tatjana Maria → sostituita da  Émeline Dartron
- Alycia Parks → sostituita da  Jenny Lim
- Nuria Párrizas Díaz → sostituita da  Lucrezia Stefanini
- Diane Parry → sostituita da  Greet Minnen
- Alison Van Uytvanck → sostituita da  Katrina Scott
- Markéta Vondroušová → sostituita da  Joanna Garland
- Dajana Jastrems'ka → sostituita da  Jessika Ponchet
- Maryna Zanevs'ka → sostituita da  Clara Tauson

## Partecipanti al doppio

### Teste di serie
| Nazione | Giocatrice         | Nazione | Giocatrice        | Rank1 | Seed |
| ------- | ------------------ | ------- | ----------------- | ----- | ---- |
| Georgia | Oksana Kalašnikova | Ucraina | Marta Kostjuk     | 116   | 1    |
| Georgia | Natela Dzalamidze  |         | Aleksandra Panova | 118   | 2    |

* Ranking al 5 dicembre 2022.

### Altre partecipanti
La seguente coppia di giocatrici ha ricevuto una wild card per il tabellone principale:
- Elixane Lechemia /  Marine Partaud

La seguente coppia è entrata in tabellone con il ranking speciale:
- Jessika Ponchet /  Renata Voráčová

## Campionesse

### Singolare
Anhelina Kalinina ha sconfitto in finale  Clara Tauson con il punteggio di 6-3, 5-7, 6-4.

### Doppio
Oksana Kalašnikova /  Marta Kostjuk hanno sconfitto in finale  Alicia Barnett /  Olivia Nicholls con il punteggio di 7-5, 6-1.